# Josh Rock
Joshua "Josh" Rock (Antrim, County Antrim, 13 april 2001) is een darter uit Noord-Ierland die uitkomt voor de Professional Darts Corporation (PDC). In 2022 zegevierde Rock op het PDC World Youth Championship. Samen met Daryl Gurney won hij in 2025 voor Noord-Ierland de World Cup of Darts.

## Privé
Rock is ambassadeur van een stichting die zich inzet voor kinderen met autisme, nadat zijn stiefzoon hiermee werd gediagnosticeerd.
In 2024 werd Rock voor het eerst vader. Hij en zijn vriendin kregen een dochter.

## Carrière

### 2021
In 2021 bereikte Rock de finale van de Irish Classic en verloor met 3-5 van Shaun McDonald. Hij versloeg op weg naar de finale enkele hooggeplaatste spelers zoals Brian Raman. Daarnaast plaatste hij zich voor de kwartfinales van de Irish Open. Op dit toernooi bereikte hij een van de hoogste gemiddelden in de geschiedenis van toernooien georganiseerd door de World Darts Federation en versloeg Nick Fullwell met 4-0 in de derde ronde met een gemiddelde van 111,33.

### 2022
Op de Q-School in 2022 behaalde Rock zijn tour card op de laatste dag van de kwalificatie door zijn landgenoot Nathan Rafferty te verslaan. Zo kan Rock gedurende twee jaar deelnemen op het PDC-circuit.
Later in 2022 wist Rock zijn eerste PDC-toernooi bij de senioren te winnen. Hij haalde de finale van Players Championship 28 door zegens op achtereenvolgens Andy Boulton, Pete Burgoyne, Jeff Smith, Jim Williams, Adrian Lewis en Damon Heta. In de finale versloeg Rock ten slotte Luke Humphries met 8-5, waarbij hij een gemiddelde noteerde van 108,07.
Zijn eerste televisieoptreden maakte de Noord-Ier op het European Darts Championship in 2022. In de eerste ronde won hij met 6-5 van Nathan Aspinall. Daarna was Michael Smith met een uitslag van 10-8 nipt te sterk. Op het daaropvolgende televisietoernooi, de Grand Slam of Darts, kwam Rock de groepsfase door, waarna hij in de achtste finale een negendarter gooide tegen Michael van Gerwen. De Nederlander won de wedstrijd met 10-8.
Later die maand, op 27 november, won Rock het PDC World Youth Championship door de finale met 6-1 te winnen van de Schot Nathan Girvan. Rock won de finale met een gemiddelde van 104.13, een record voor een PDC World Youth Championship-finale.

### 2023
In mei 2023 behaalde Rock op het Austrian Darts Open zijn eerste Euro Tour-finale. Ondanks een gemiddelde score van 101,47 en een percentage van 50 op de dubbels, moest hij zien hoe Jonny Clayton met 8-6 won. In de halve finale wist de Noord-Ier wel Michael van Gerwen te verslaan met 7-0.

### 2024
Op het Dutch Darts Championship 2024 versloeg de darter Dirk van Duijvenbode, Cameron Menzies, Gerwyn Price en Martin Schindler om zich te plaatsen voor de finale. Daarin won hij met een uitslag van 8-4 van Jonny Clayton. Zo won hij zijn eerste titel op de European Tour.
In 2024 kwam Rock voor het eerst uit voor zijn thuisland op de World Cup of Darts, samen met Brendan Dolan. In de groepsronde won het Noord-Ierse duo van de koppels uit Zuid-Afrika en Zwitserland. In de knock-outfase passeerde het tweetal nog de Duitsers, waarna de Engelsen in de kwartfinale te sterk waren.
Later dat jaar won Rock Players Championship 17. Hij versloeg Aden Kirk, Owen Roelofs, Scott Williams, Niels Zonneveld, Cameron Menzies en Ross Smith om zich te plaatsen voor de finale, waarin hij voorbijging aan Joe Cullen. Ook Players Championship 30 schreef hij op zijn naam. Hij passeerde Alexander Merkx, Karel Sedláček, Jim Williams, James Wade, Wessel Nijman, William O'Connor en Jonny Clayton voor de titel.
In 2024 had voor het eerst een groep op de Grand Slam of Darts een gezamenlijk gemiddelde van meer dan honderd. De twaalf gemiddeldes die Rock, Gian van Veen, Wessel Nijman en Stephen Bunting in hun zes groepswedstrijden gooiden, vormden een groepsgemiddelde van 105,66.

### 2025
Samen met Daryl Gurney kwam Rock op de World Cup of Darts 2025 uit voor Noord-Ierland, dat als vierde land was geplaatst en dus de groepsfase mocht overslaan. In de knock-outfase versloeg het duo het tweetal uit Zuid-Afrika om de kwartfinale te bereiken. Daarin werd het koppel uit Ierland verslagen. In de halve finale versloegen de Noord-Ieren de thuisspelende Duitsers. Hierdoor stond voor het eerst een Noord-Iers duo in de finale van de World Cup. Gurney en Rock passeerden de Welshmen Jonny Clayton en Gerwyn Price met een uitslag van 10-9 in de finale om Noord-Ierland een eerste World Cup-titel te bezorgen.
Op de World Matchplay bereikte Rock de halve finale door Ross Smith, Michael van Gerwen en Gerwyn Price te verslaan. In de halve finale stond Rock aanvankelijk op een voorsprong van 8-4, maar Luke Littler won uiteindelijk met 17-14. Tegen Rock, die na twee 180-scores ook op een 141-finish stond, gooide Littler een negendarter. Deze leg werd door diverse media omschreven als statistisch gezien de beste ooit.

## Resultaten op Wereldkampioenschappen

### PDC World Youth Championship
- 2022: Winnaar (Gewonnen van Nathan Girvan met 6-1)
- 2023: Kwartfinale (verloren van Gian van Veen met 5-6)

### PDC
- 2023: Laatste 16 (Verloren van Jonny Clayton met 3-4)
- 2024: Laatste 64 (verloren van Berry van Peer met 1-3)
- 2025: Laatste 32 (Verloren van Chris Dobey met 2-4)

## Resultaten op de World Matchplay
- 2023: Laatste 32 (verloren van Damon Heta met 5-10)
- 2024: Laatste 32 (verloren van Ross Smith met 4-10)
- 2025: Halve finale (verloren van Luke Littler met 14-17)